# Powiat d'Ostrołęka
 (septembre 2024).
Si vous disposez d'ouvrages ou d'articles de référence ou si vous connaissez des sites web de qualité traitant du thème abordé ici, merci de compléter l'article en donnant les références utiles à sa vérifiabilité et en les liant à la section « Notes et références ».
Le powiat d'Ostrołęka (polonais : powiat ostrołęcki) est un powiat (district) de la voïvodie de Mazovie, dans le centre-est de la Pologne.
Elle est née le 1er janvier 1999, à la suite des réformes polonaises de gouvernement local passées en 1998.
Le siège administratif du powiat est la ville d'Ostrołęka bien qu'elle ne se situe pas sur le territoire du powiat et qui se trouve à 12 kilomètres au nord-est de Varsovie, capitale de la Pologne. Il y a une seule ville dans le powiat : Myszyniec, située à 38 kilomètres au nord de Ostrołęka.
Le district couvre une superficie de 2 099,32 kilomètres carrés. En 2006, sa population totale est de 84 344 habitants, avec une population pour la ville de Myszyniec de 3 014 habitants et une population rurale de 81 330 habitants.

## Powiaty voisines
La Powiat d'Ostrołęka est bordée des powiaty de :
- Pisz et Kolno au nord
- Łomża à l'est
- Ostrów Mazowiecka au sud-est
- Wyszków au sud
- Maków au sud-ouest
- Przasnysz à l'ouest
- Szczytno au nord-ouest

## Division administrative

Position des gminy dans la powiat

Le powiat est divisé en onze gminy (communes):
- Commune mixte :
  - Myszyniec
- Communes rurales :
  - Baranowo
  - Czarnia
  - Czerwin
  - Goworowo
  - Kadzidło
  - Lelis
  - Łyse
  - Olszewo-Borki
  - Rzekuń
  - Troszyn

| Gmina               | Type         | Superficie (km2) | Population (2006) | Siège             |
| ------------------- | ------------ | ---------------- | ----------------- | ----------------- |
| Gmina Kadzidło      | rural        | 258,9            | 11 030            | Kadzidło          |
| Gmina Myszyniec     | urbain-rural | 228,6            | 10 182            | Myszyniec         |
| Gmina Olszewo-Borki | rural        | 195,8            | 9 505             | Olszewo-Borki     |
| Gmina Rzekuń        | rural        | 135,5            | 9 080             | Rzekuń            |
| Gmina Goworowo      | rural        | 218,9            | 8 756             | Goworowo          |
| Gmina Lelis         | rural        | 197,0            | 8 364             | Lelis             |
| Gmina Łyse          | rural        | 246,5            | 7 908             | Łyse              |
| Gmina Baranowo      | rural        | 198,2            | 6 754             | Baranowo          |
| Gmina Czerwin       | rural        | 171,1            | 5 265             | Czerwin           |
| Gmina Troszyn       | rural        | 156,3            | 4 880             | Troszyn           |
| Gmina Czarnia       | rural        | 92,5             | 2 620             | Czarnia (Czarnia) |

## Démographie
Données du 30 juin 2005:
| Description | Total  | Total | Femmes | Femmes | Hommes | Hommes |
| ----------- | ------ | ----- | ------ | ------ | ------ | ------ |
| Unité       | Nombre | %     | Nombre | %      | Nombre | %      |
| Population  | 84 185 | 100   | 41 365 | 49,14  | 42 820 | 50,86  |
| Urbain      | 3 046  | 3,62  | 1 542  | 1,83   | 1 504  | 1,79   |
| Rural       | 81 139 | 96,38 | 39 823 | 47,30  | 41 316 | 49,08  |

## Histoire
De 1975 à 1998, les différents gminy du powiat actuelle appartenaient administrativement à la Voïvodie d'Ostrołęka.
La Powiat d'Ostrołęka est créée le 1er janvier 1999, à la suite des réformes polonaises de gouvernement local passées en 1998 et est rattachée à la voïvodie de Mazovie.